# مستشفى الجامعة الأردنية

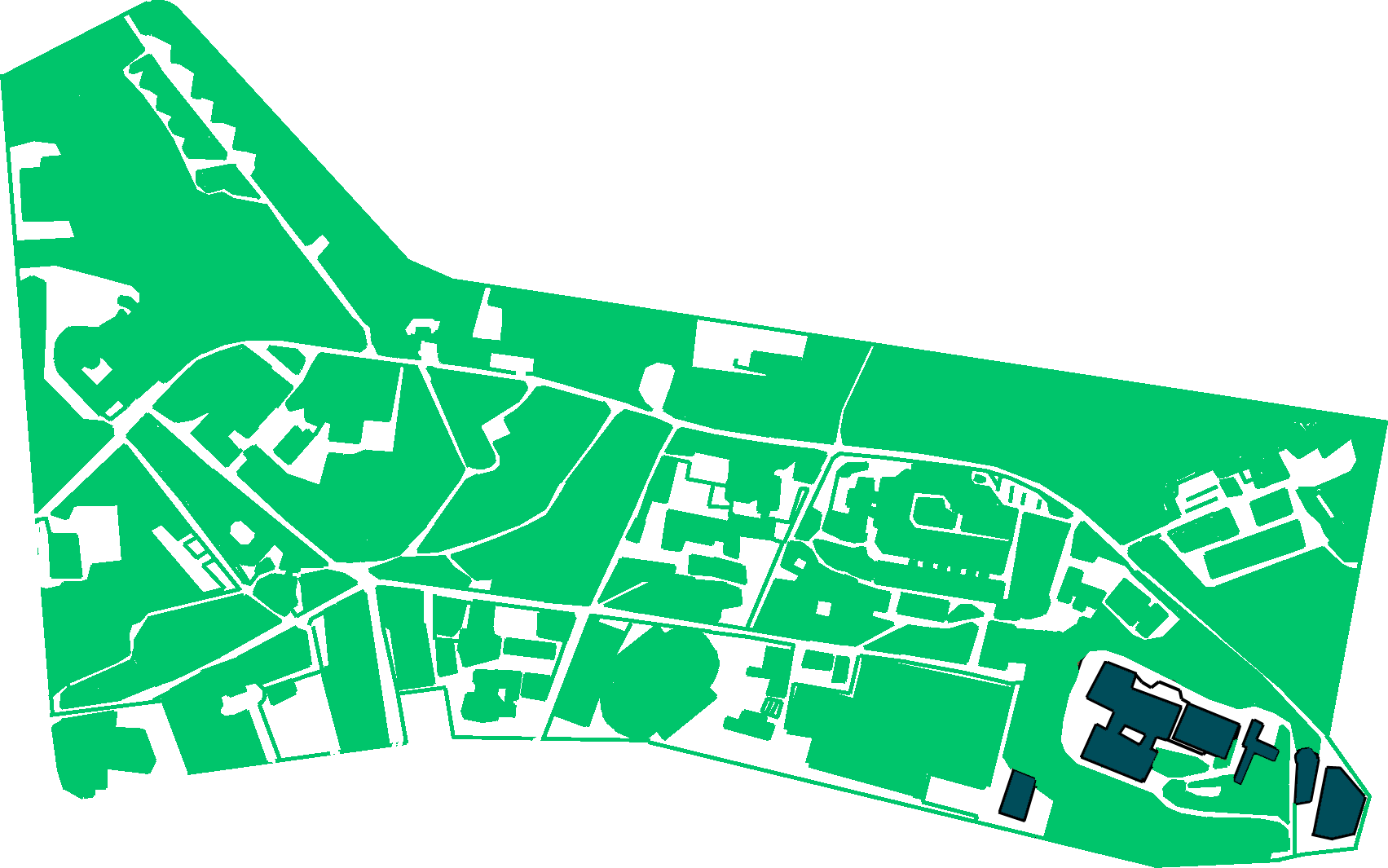
خارطة المستشفى

 مستشفى الجامعة الأردنية هو أحد المستشفيات الرئيسية في العاصمة الأردنية عمان، تم افتتاحه في عام 1973 وكان تحت اسم مستشفى عمان الكبير إلى أن ضم إلى الجامعة الأردنية عام 1975 وتمت تسميته بمستشفى الجامعة الأردنية كأول مستشفى جامعي تعليمي في الأردن.

## الموقع
يقع في مدينة عمان على شارع رانيا العبد الله

## الخدمات الطبية
- زراعة نخاع العظم للمرضى المصابين بسرطان الدم وأمراض الدم الأخرى، وقد تمكن المستشفى من إنشاء وحدة خاصة لمرضى زراعة نخاع العظم مزودة بغرف عزل. ومغطاة بكوادر بشرية قادرة ومؤهلة للإشراف عل هذا النوع من المرضى.
- عيادة متخصصة لعلاج أمراض المناعة الذاتية الرئوية.
- تم إنشاء مختبر للنوم وتم تجهيزه تجهيزًا حديثًا، حيث يقوم هذا المختبر بتقديم خدماته المتخصصة والاستثنائية للمرضى المصابين بمشاكل خطيرة في التنفس، على مدار الساعة.
- يجري المستشفى عمليات زراعة القوقعة وإعادة نعمة السمع لفاقديها، كما كان المستشفى من أوائل المستشفيات التي قامت بإدخال هذه التقنية الطبية المتطورة، بالإضافة إلى تقديم خدمات مميزة ونادرة لمرضى النطق والسمع.
- يقوم المستشفى بعمليات زراعة القرنيات، فهو رائد في هذا المجال خاصة أن بنك العيون الأردني الذي يعمل بإشراف مباشر من سمو الأمير رعد بن زيد موجود في مستشفى الجامعة. وقد تمكنت الكوادر الطبية لشعبة العيون من المساعدة في إعادة نعمة الإبصار لمئات المرضى المراجعين للمستشفى ومكنتهم من الاستفادة من هذه الخدمة.
- مليات أطفال الأنابيب : توجد في المستشفى وحدة مميزة للإخصاب والمساعدة على الحمل قامت بالتعامل مع مئات حالات العقم، وتعتبر نسبة النجاح في عمل هذه الوحدة من أعلى النسب.
- معالجة حالات الصرع الحادة جراحيًّا، وباستخدام بحوث (العصب الحائر) وهي من العمليات الجراحية النادرة التي ينفرد بإجرائها مستشفى الجامعة الأردنية.
- معالجات الجهاز الهضمي وإدخال تقنية الكبسولة الذكية في علميات التصوير التشخيصي، وكان المستشفى الأول في إدخال هذه التقنية وإضافتها إلى الخدمات الطبية المميزة، وقد تم التعاقد لرفد هذه الوحدة بأحدث الأجهزة والمعدات والأدوات، لتحافظ على تميّزها وتفردها بين كافة الوحدات المماثلة في المملكة .
- معالجة الآلام المزمنة، تم استحداث عيادة خاصة لمعالجة حالات الألم المزمن مزودة بمختلف الأجهزة والأدوات والمستلزمات ويشرف عليها فريق طبي وفني متخصص.
- وحدة علاج القدم السكرية: قام المستشفى مؤخرًا بإنشاء وحدة متخصصة لمعالجة القدم السكرية، وتم تجهيزها بكل ما يتطلبه العمل من تجهيزات، ومعدات، ولوازم متخصصة وكوادر فينة.
- وحدة زراعة الأسنان : تقدم خدماتها لمئات المرضى المراجعين سنويًّا والذين وجدوا ضالتهم في هذه الوحدة.
- عمليات المسالك البولية والنسائية: وهي من العمليات التي تُجري وفق أحدث وأدق الوسائل في المستشفى، وينفرد المستشفى بإجرائها.
- عمليات جراحية للأجنّة داخل الرحم: وهذا النوع من العمليات لا يجري إلا في مستشفى الجامعة الأردنية.
- وحدة متكاملة لطب التأهيل تجهيزاً حديثاً بمختلف التجهيزات الطبية عالية التقنية.